# Coccophagus cooperatus
Coccophagus cooperatus är en stekelart som beskrevs av Sugonjaev och Ren 1993. Coccophagus cooperatus ingår i släktet Coccophagus och familjen växtlussteklar. Inga underarter finns listade i Catalogue of Life.